# Starbreaker
Starbreaker è un supercriminale immaginario pubblicato dalla DC Comics. Comparve per la prima volta in Justice League of America vol. 1 n. 96 (febbraio 1972), e fu creato da Mike Friedrich e Dick Dillin.

## Biografia del personaggio
Starbreaker è un antico vampiro cosmico che si nutre delle energie di interi pianeti e delle stelle, così come anche delle persone. Tentò l'ultima volta di assorbire quelle della Justice League quando questa tentò di fermarlo dal nutrirsi. Nelle sue prime apparizioni, era un umanoide con la pelle rossa, i capelli scuri e le pupille rosse. Dopo la perdita della sua entità corporea, prese una forma più ombrosa e scheletrica. È conosciuto su Thanagar come Luciphage ("mangiatore di luce", utilizzando il latino ed il greco) e spesso è definito il Vampiro Cosmico.

### Starbreaker contro la Justice League
La sua prima sfida contro la Justice League ebbe luogo sul pianeta Rann. Con l'aiuto del difensore di Rann, Adam Strange, la League riuscì a cacciarlo dal pianeta. Successivamente, Starbreaker arrivò sulla Terra per vendicarsi ma fu battuto ancora una volta dalla League. I Guardiani dell'Universo lo imprigionarono. Riuscì a fuggire molti anni dopo, riuscendo ad impadronirsi del pianeta Almerac, casa dell'aliena super umana Maxima, con l'intento di succhiarle l'energia. Riuscì a sconfiggere la Justice League che venne su Almerac per aiutarne la popolazione e lui li imprigionò. Attraverso un'illusione di Bloodwynd (o piuttosto, Martian Manhunter operante sotto la sua identità) la League riuscì a liberarsi. Quindi, Blue Beetle manipolò l'armatura di Booster Gold perché assorbisse l'energia di Starbreaker invece di farsela risucchiare. Starbreaker, essendo una creatura a base d'energia, semplicemente scomparì - lasciando solo i vestiti. Dopo tale conflitto, Maxima decise si unirsi alla JLA, con cui rimase per un breve periodo.

### Il ritorno di Starbreaker
Nella storia di Adam Strange, Planet Heist, un cultista Thanagariano dedito alla morte  di nome Sh'ri Valkyr salvò la forma incorporea di Starbreaker, dandogli dei dissidenti per mantenerlo in vita e per placare la sua fame. Valkyr studiò un piano in cui avrebbe rubato la tecnologia teleportante Ranniana, il Raggio Zeta, e lo avrebbe utilizzato per convertire l'intero universo in energia che avrebbe nutrito il suo maestro, permettendogli di regnare al suo fianco nel nuovo universo a venire. Starbreaker fu successivamente sconfitto da Adam Strange, dagli Omega Men e dalla L.E.G.I.O.N.. L'ultimo dei Stelle Scure|Darkstars si sacrificò per preparare la trappola che avrebbe fermato Starbreaker in un universo vuoto e senza energia. In un atto finale di cattiveria, Sh'ri Valkyr trasportò Rann su Polaris, sistema solare di Thanagar. Valkyr sapeva che l'arrivo imminiete dei Ranniani sarebbe stato visto dai Thanagariani come un ostile preavviso di attacco. Così cominciò la guerra tra Rann e Thanagar. Valkyr non sopravvisse abbastanza a lungo da godersi la sua vendetta, però, poiché gli fu sparato alla schiena dalla moglie di Strange, Alanna.

### Rivincita con la Justice League of America
Starbreaker ritornò all'attacco contro la Justice League of America, incrementando i poteri del Ladro di Ombre, così che avrebbe potuto combattere la League e la Shadow Cabinet. Successivamente, il Ladro di Ombre offrì il proprio corpo a Starbreaker, permettendogli di liberarsi dalla sua prigione. Dopo di ciò, Starbreaker attaccò un essere chiamato Dharma, che possedeva abbastanza potere da soddisfare la sua fame per anni. Ingaggiato in battaglia contro la League e Icon, Starbreaker rivelò di essere la forma adulta di un Mangiatore di Soli. Dottor Light e Firestorm riuscirono a prosciugare la scorta di energia di Starbreaker, e gli fu sparato alla testa dalla miniatura di un cannone con la forma di un revolver e un proiettile di lutetium da Paladin, una versione alternativa di Batman, che lo uccise, sebbene Dharma affermò che la morte era solo temporanea per un essere con i poteri di Starbreaker.